# Eudesmeola inscripta
Eudesmeola inscripta är en fjärilsart som beskrevs av Turner 1932. Eudesmeola inscripta ingår i släktet Eudesmeola och familjen nattflyn. Inga underarter finns listade i Catalogue of Life.